# Karl Hermann Förster
Pour les articles homonymes, voir Förster.
Karl Hermann Förster (né le 18 septembre 1853 à Zinna et mort le 25 novembre 1912 à Hambourg) est un fabricant de cigares indépendant et homme politique du SPD à Hambourg.

## Biographie
Förster étudie à l'école primaire à Luckenwalde avant de commencer à y travailler comme travailleur du cigare. Au début des années 70, Förster s'installe à Hambourg. Il continue à travailler comme travailleur du cigare et devient politiquement actif en devenant président de la section hambourgeoise de l'association des travailleurs du tabac. En 1885, il se lance avec succès en affaires en tant que fabricant de cigares. Après l'abrogation de la loi socialiste, il devient également directeur général de la maison d'édition et de l'imprimerie Auer & Co. Il occupe ce poste jusqu'à sa mort. Auer & Co sert principalement d'imprimeur pour les publications du SPD à Hambourg et appartient de facto au parti. En 1890, Förster est élu lors de la dixième législature du Reichstag, en représentant la principauté de Reuss branche aînée. Il est réélu jusqu'en 1907. En janvier 1912, il est de nouveau élu pour la principauté de Reuss branche aînée. Aux côtés d'Otto Stolten (de), Förster est l'une des figures les plus influentes du SPD de Hambourg et, de 1895 à 1897, il est également membre de son organe directeur. De 1910 jusqu'à sa mort, il est membre du Bürgerschaft de Hambourg.